# The Masseuse
The Masseuse (dt. Die Masseuse) ist ein Pornofilm und Klassiker des Genres von Vivid Entertainment Group. Der Film enthält, für einen Pornofilm ungewöhnlich, nur vier Sexszenen, alle mit den zwei gleichen Darstellern. Er belegt Platz 83 auf der Liste der „101 Greatest Adult Tapes of All Time“ des AVN Magazine.

## Handlung
Der Film handelt von Jim (Randy Spears) und seinen Erfahrungen in einem Massage-Institut. Nach einem Besuch verliebt er sich in die Masseuse Barbara (Hyapatia Lee). Der Film endet für einen Pornofilm sehr ungewöhnlich: Jim folgt der Masseuse nach Hause, wird dort aber von ihr abgewiesen.

## Auszeichnungen
- 1991: AVN Award: Beste Darstellerin (Hyapatia Lee)
- 1991: AVN Award: Bester Darsteller (Randy Spears)
- 1991: AVN Award: Bestes Drehbuch (Mark Haggard)

## Fortsetzung
- 1994 drehte der Regisseur Masseuse 2. Dieser zweite Teil ist jedoch keine wirkliche Fortsetzung, sondern hat eine eigene Geschichte. Darsteller sind Ashlyn Gere, Asia Carrera (Masseuse), Leena, Kristina West, Annette Chang, Candy Marie Saint, Steven St. Croix und Randy West.
- Ashlyn Gere wurde 1994 für ihre Rolle mit einem AVN Award als beste Darstellerin ausgezeichnet.

## Neuverfilmung
- Im Jahr 2004 drehte der Regisseur Paul Thomas eine modernisierte Neuverfilmung unter dem Titel Jenna Jameson is The Masseuse. Darsteller im Remake sind Jenna Jameson (Masseuse), Savanna Samson (Helen), Wendy Divine (Amy), Justin Sterling (Jim) und Evan Stone (Brad). Das Remake wurde 2005 mit mehreren AVN Awards ausgezeichnet: „Beste Darstellerin (Film)“ (Jenna Jameson), „Beste Sexszene eines Paares (Film)“ (Jenna Jameson und Justin Sterling), „Beste lesbische Sexszene (Film)“ (Jenna Jameson und Savanna Samson)